# المزهر
المزهر هو حي يقع في إمارة دبي في الإمارات العربية المتحدة بالقرب من إمارة الشارقة، ويتميز الحي بمساحته الواسعة، يحده من الجنوب منطقة مردف وحديقة مشرف التي تعتبر من أكبر الحدائق في دبي ،ومن الغرب منطقة محيصنة، ومن الشمال عود المطينة، ومن الشرق منطقة الخوانيج، ومن الشمال طريق د 93 (طريق تونس) ومن الجنوب طريق د 89 (طريق الخوانيج). وينقسم إلى قسمين: مزهر الأولى ومزهر الثانية، بمساحة 11.2 كيلومتر مربع لكلا القسمين، وبلغ عدد سكانها قرابة 31000 نسمة حسب بيانات مكتب احصاء دبي لعام 2023. وقد استمدت المنطقة اسمها من الزهور التي كانت تنتشر بكثرة فيها.